# Amazona farinosa
L'amazzone farinosa (Amazona farinosa) è un uccello della famiglia degli Psittacidi.